# La Boissière-de-Montaigu
La Boissière-de-Montaigu est une commune française située au nord-est du département de la Vendée en région Pays de la Loire. Localisée dans le Haut-Bocage vendéen, elle est membre de Terres-de-Montaigu. Ses habitants se nomment les Boissiériens et Boissiériennes.

## Géographie

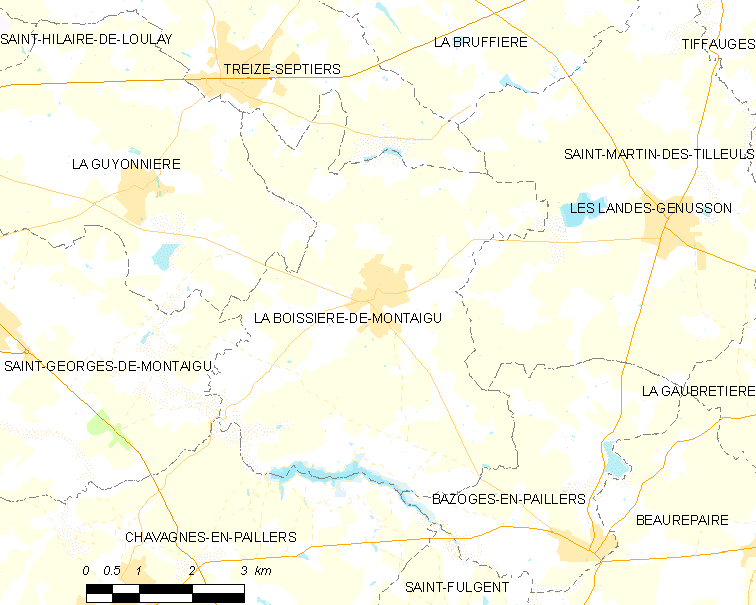
Carte de la commune.

La Boissière-de-Montaigu est une commune rurale dont le territoire municipal s’étend sur 2 922 hectares dans le Haut-Bocage vendéen. Son le relief est plutôt plat. L’altitude moyenne est de 80 mètres, avec des niveaux fluctuant entre 35 mètres au Pont-Léger et 97 mètres, vers le moulin Chay. On note tout de même deux petites vallées creusées l'une par le ruisseau de la Lignée qui longe le bourg avant de se jeter au niveau du Pont-Léger dans l'autre vallée, celle de la Grande Maine, rivière qui marque la limite sud de la commune. Sur cette rivière, a été construit le barrage de la Bultière en 1992-1993, ce qui a permis de créer une retenue d'eau importante, utilisée pour l'eau potable. La commune se situe ainsi dans le bassin versant de la Sèvre Nantaise et donc de la Loire.
La Boissière-de-Montaigu relève du canton de Montaigu. Le bourg, situé à environ 10 km de Montaigu, s'est construit bien au centre de la commune, au croisement de la route départementale D 23, Montaigu—Les Herbiers et de la D 62, Treize-Septiers—Chavagnes-en-Paillers. On trouve des hameaux importants : le Pont Léger, la Ronde, Puyravault et de nouveaux lotissements : Espace des Moulins, Val de la Biroterie, domaine du Rivage.
Les paysages sont plutôt de bocage, mais, depuis quelques années, les champs ont été agrandis pour l'amélioration des conditions de travail des agriculteurs et un meilleur rendement dans les productions... On trouve quelques bois épars : le bois des Brosses, celui des Pinsonnières et, près du barrage, de nombreux aménagements et plantations permettent aux promeneurs de profiter d'endroits très agréables.
| Treize-Septiers                                                             |                          |                     |
| La Guyonnière (Montaigu-Vendée) Saint-Georges-de-Montaigu (Montaigu-Vendée) | La Boissière-de-Montaigu | Les Landes-Genusson |
| Chavagnes-en-Paillers                                                       |                          | Bazoges-en-Paillers |

### Climat
Pour des articles plus généraux, voir Climat des Pays de la Loire et Climat de la Vendée.
En 2010, le climat de la commune est de type climat océanique altéré, selon une étude du CNRS s'appuyant sur une série de données couvrant la période 1971-2000. En 2020, Météo-France publie une typologie des climats de la France métropolitaine dans laquelle la commune est exposée à un climat océanique et est dans la région climatique  Bretagne orientale et méridionale, Pays nantais, Vendée, caractérisée par une faible pluviométrie en été et une bonne insolation. 
Pour la période 1971-2000, la température annuelle moyenne est de 11,7 °C, avec une amplitude thermique annuelle de 13,9 °C. Le cumul annuel moyen de précipitations est de 815 mm, avec 12,3 jours de précipitations en janvier et 6,5 jours en juillet. Pour la période 1991-2020, la température moyenne annuelle observée sur la station météorologique de Météo-France la plus proche, « St-Fulgent_sapc », sur la commune de Saint-Fulgent à 11 km à vol d'oiseau, est de 12,6 °C et le cumul annuel moyen de précipitations est de 815,9 mm,. Pour l'avenir, les paramètres climatiques de la commune estimés pour 2050 selon différents scénarios d'émission de gaz à effet de serre sont consultables sur un site dédié publié par Météo-France en novembre 2022.

## Urbanisme

### Typologie
Au 1er janvier 2024, La Boissière-de-Montaigu est catégorisée bourg rural, selon la nouvelle grille communale de densité à sept niveaux définie par l'Insee en 2022.
Elle est située hors unité urbaine. Par ailleurs la commune fait partie de l'aire d'attraction de Montaigu-Vendée, dont elle est une commune de la couronne,. Cette aire, qui regroupe 8 communes, est catégorisée dans les aires de moins de 50 000 habitants,.

### Occupation des sols
L'occupation des sols de la commune, telle qu'elle ressort de la base de données européenne d’occupation biophysique des sols Corine Land Cover (CLC), est marquée par l'importance des territoires agricoles (93,5 % en 2018), en diminution par rapport à 1990 (96,4 %). La répartition détaillée en 2018 est la suivante : 
terres arables (55,9 %), zones agricoles hétérogènes (26,5 %), prairies (11,1 %), zones urbanisées (5,4 %), eaux continentales (1,2 %). L'évolution de l’occupation des sols de la commune et de ses infrastructures peut être observée sur les différentes représentations cartographiques du territoire : la carte de Cassini (XVIIIe siècle), la carte d'état-major (1820-1866) et les cartes ou photos aériennes de l'IGN pour la période actuelle (1950 à aujourd'hui).

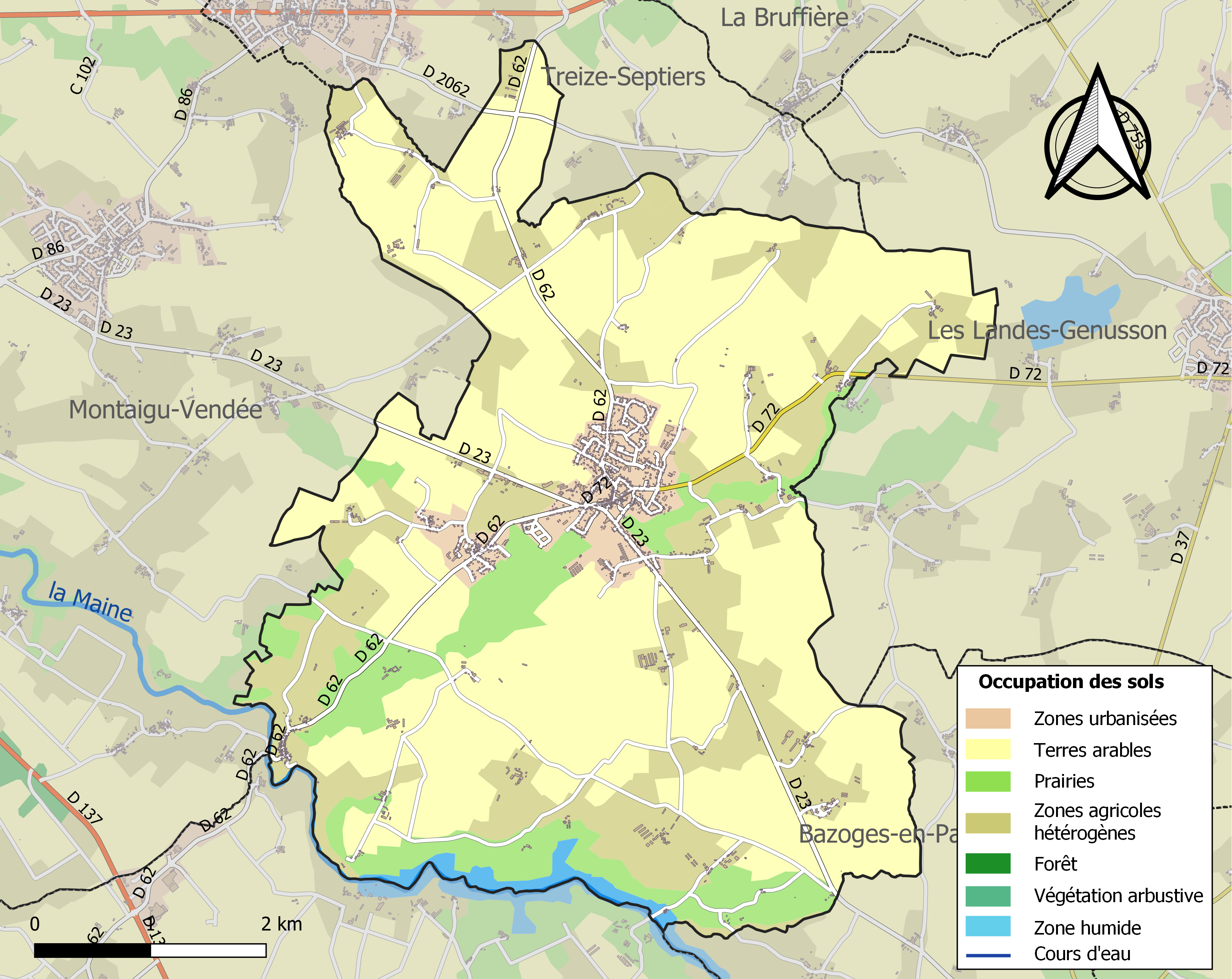
Carte des infrastructures et de l'occupation des sols de la commune en 2018 (CLC).

## Toponymie
Le nom latin de Buxerio est attesté en 1306. On trouve aussi "De Buxeria" au XIVe siècle, "La Boyère" en 1474 (Archives Nationales), "De Boiseria" en 1533 (Manuscrit de Luçon), "La Beussière" en 1648 (Pouillé d'Alliot), "De Buxia" au XVIIIe siècle (Livre Rouge).
En poitevin, la commune est appelée La Boessére.

## Histoire

### Préhistoire
La découverte de nombreuses haches polies et de tessons de poterie atteste la présence de l'homme entre 3 500 et 2 800 ans av. J.-C., ainsi que de nombreux rochers gravés, en particulier le long de la Lignée et de la Grande Maine. Des fouilles archéologiques autour du lac de la Bultière ont mis au jour les traces (menhirs, rochers gravés ou à cupules...) de la présence d'une population néolithique.

### Antiquité
La prospection aérienne a révélé plusieurs enclos quadrangulaires sur le territoire et deux voies de communication datant de l'époque gallo-romaine. Une se situe au nord de la commune près du ruisseau d'Asson et l'autre peut être plus importante, celle qui relie Durivum (Saint-Georges de Montaigu) à Poitiers par Rom, qui aurait longé la Grande Maine par les villages du Châtellier et de la Maison Neuve.

### Moyen Âge
La Boissière relevait alors de la baronnie de Montaigu. Située sur la zone frontière entre le duché de Bretagne et le comté du Poitou, la Boissière fit partie des marches avantagères au Poitou sur la Bretagne, du Moyen Âge jusqu’à la Révolution française, dépendant ainsi des deux provinces. Sous l’Ancien Régime, la Boissière relevait judiciairement de la sénéchaussée de Poitiers et militairement du gouvernement du Poitou.

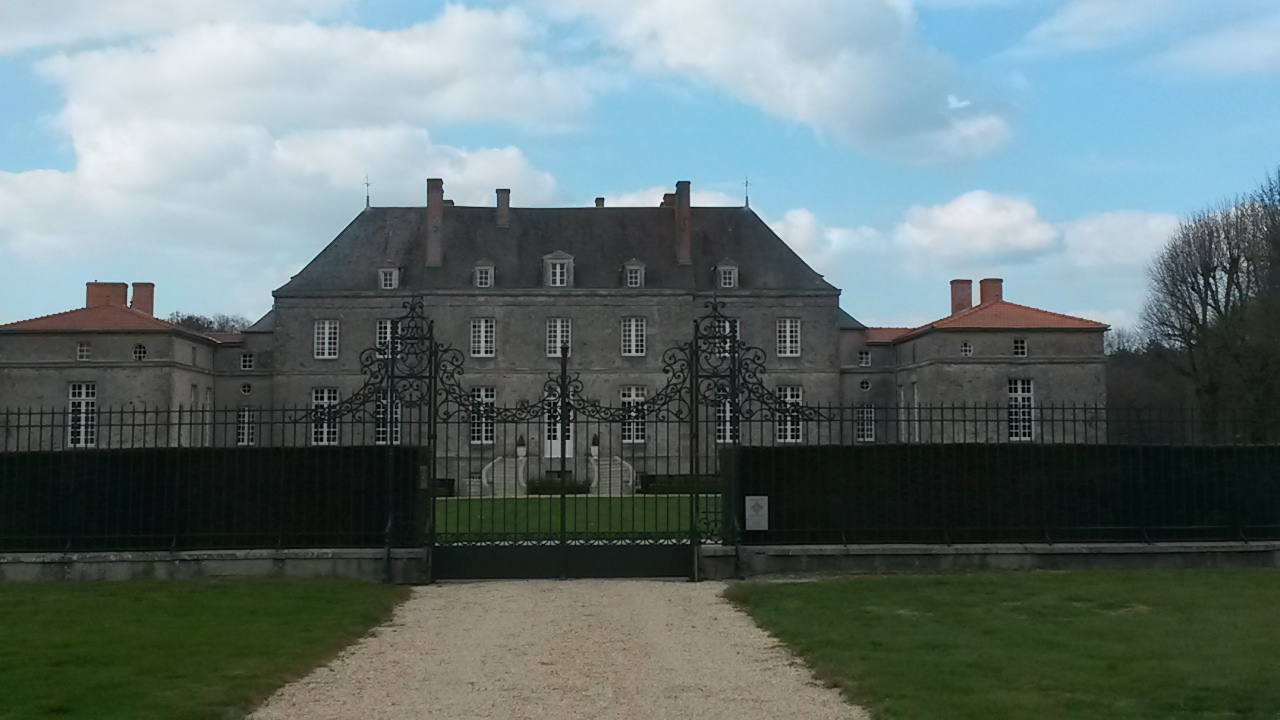
Façade sud du château d'Asson

Des logis, châteaux et maisons nobles, lieux de pouvoir économique et politique, surgirent sur tout le territoire de la Boissière :
- au sud : les Logis de la Rallière et de la Fortecuyère ;
- à l'est : le logis de la Pinsonnière et peut être un à Villeneuve ;
- au centre : le château de Puyravault (aujourd'hui entièrement disparu) et peut-être une maison noble à Puy Doré ;
- au nord : le château d'Asson.

### Guerres de religion
Fin XVIe siècle, début XVIIe siècle, la Boissière fut partagée entre Catholiques et Protestants. Certains seigneurs comme Baudry d'Asson restèrent fidèles au catholicisme, d'autres luttèrent pour la réforme protestante. Ainsi, en 1563, Pierre Savary de la Fortécuyère, son beau-frère, seigneur de Bois-Corbeau (Saint-Hilaire-de-Loulay) accompagné de plusieurs gentilshommes huguenots aidés de quelques centaines d'hommes, attaquèrent Montaigu où ils pillèrent et massacrèrent tous les habitants « hormis les huguenots »,. Pour lutter contre les protestants, Louis XIII cantonna des troupes dans le bocage vendéens, en particulier dans le bourg de la Boissière où elles furent présentes en 1622.
Après avoir été éprouvée par la guerre civile, la paroisse le fut par les épidémies qui emportèrent un grand nombre d'habitants, surtout de 1627 à 1639.

### Guerre de Vendée
Pendant la Révolution française, les habitants de la Boissière prirent part au soulèvement de la Guerre de Vendée. Ainsi, le 13 mars 1793, des insurgés de la Boissière se joignirent à des habitants de La Bruffière, Treize-Septiers, La Guyonnière et Saint-Hilaire-de-Loulay pour prendre d'assaut la garnison de Montaigu, où furent faits prisonniers les Républicains dont certains furent exécutés. François Jacques Reliquet, curé de la Boissière depuis 1784 refusa de prêter serment à la constitution civile du clergé, se cacha à partir de 1792 à Veillevigne, puis participa à l'insurrection, y compris à la Virée de galerne lors de laquelle il mourut à la bataille de Savenay le 24 décembre 1793. Jacques Gautier, originaire de Lessay, dans le Cotentin, vicaire de la Boissière depuis 1788, refusa de prêter serment et se cacha aussi à partir de 1792. Il participa à des combats avec Charette et resta insoumis jusqu'en 1802.
Dans cette même période, la Boissière fut occupée et soumise à la terreur républicaine. Le bourg et le village du Pont Léger ont conservé pendant longtemps de nombreuses ruines qui attestaient avec quelle fureur l'incendie s'y était propagé. De plus, des mémoires et écrits témoignent de massacres commis par les Bleus dans les landes du Puy Doré, dans le bois des Brosses et dans le cimetière.
Après ces guerres, le recensement de la population témoigne des lourdes pertes humaines. En effet en 1802, on ne compte plus que 360 habitants alors qu'en 1789 on en dénombrait 1 100.

### XIXesiècle
Au XIXe, la commune se reconstruisit. Jusqu'alors, le village du Pont Léger était le plus peuplé. En effet, il formait avant la Révolution un véritable bourg peuplé de quelques familles nobles et bourgeoises. C'est le bourg au centre de la commune qui profita ensuite surtout du dynamisme, tant au niveau des constructions que de la croissance démographique.
En 1850, l'église devint trop petite. Les « curés bâtisseurs » (René Blaise Testaud, curé de 1827 à 1872, puis Louis-Aimé Raballand, curé de 1872 à 1894), qui voulaient « toujours plus beau, toujours plus haut » ont, avec l'aide des paroissiens, démoli l'ancienne église pour bâtir l'actuelle dont la construction ne s'est achevée qu'en 1916.
De la seconde moitié du XIXe au début du XXe, c'est la mise en place des écoles. En 1906, la commune possède trois écoles publiques. Une école libre de filles est ouverte en 1899 et une de garçons le sera en 1915.

### XXesiècle
En 1906 lors de la Querelle des inventaires consécutive à la Loi de séparation des Églises et de l'État du 9 décembre 1905, le 3 mars, jour prévu de l'inventaire à la Boissière, le curé, Henri Jaud, et plusieurs paroissiens, armés de fourches et fusils de chasse, se barricadèrent dans l'église. Les fonctionnaires ne purent y pénétrer, son pourtour étant encombré de charrettes et autres engins agricoles dont on avait pris soin d'enlever les roues. Les portes et le portail avaient été soigneusement renforcés et calés par des cordes de bûches. Les fonctionnaires malmenés déjà deux fois revinrent le 7 mars avec deux compagnies de dragons et 50 gendarmes qui défoncèrent le portail de l'église à 14 h 30. On peut encore en observer aujourd'hui les traces sur le portail de l'entrée principale.
La première moitié du XXe siècle est marquée par les deux guerres mondiales. En effet, 112 jeunes hommes ne reviennent pas de la guerre 1914-1918. Pour la guerre 1939-1945, ils seront cinq à ne pas revenir du front.
La seconde moitié du XXe siècle est une époque de modernisation et de constructions. Le paysage change avec la construction de nombreux bâtiments communaux, lotissements, zones artisanales.
Les années 1990 sont également marquées par la rénovation du centre-bourg, la construction du barrage de la Bultière et l'entrée de la commune dans le district de Montaigu en 1994.
Début du XXIe siècle, la population de la commune passe la barre des 2 000 habitants. L'Histoire continue.

## Emblèmes

### Héraldique
| Blason | Blasonnement : Parti : au premier, d'argent aux trois fasces d'azur ; au second, d'azur semé de fleurs de lys d'or aux trois écussons d'argent brochant sur le tout ; le tout sommé d'un chef d'or chargé de trois buis de sinople. |

### Devise
La devise de La Boissière-de-Montaigu : Buxia.

### Tournoi de palets
Les vainqueurs du tournoi de l’année 2018 : François-Régis Champain et Christopher Guillery[réf. nécessaire]

## Politique et administration

### Liste des maires
| Période                                  | Période                  | Identité                   | Étiquette | Qualité |
| ---------------------------------------- | ------------------------ | -------------------------- | --------- | --- |
| 1792                                     | 1808                     | Marteau                    |           | |
| 1808                                     | 1810                     | Armand De Mauclerc         |           | Propriétaire du Château D'Asson |
| 1810                                     | 1814                     | De Baudry d'Asson          |           | |
| 1814                                     | 1824                     | Victor de Mauclerc         |           | Propriétaire du Château D'Asson |
| 1824                                     | 1830                     | Isidore Simon              |           | Notaire |
| 1830                                     | 1860                     | René Brochard              |           | Cultivateur |
| 1860                                     | 1864                     | Léopold de Mauclerc        |           | Propriétaire |
| 1864                                     | 1870                     | Louis Huvelin              |           | |
| 1870                                     | 1876                     | Ludovic Fayau              |           | |
| 1876                                     | 1881                     | Jean-Baptiste Mérand       |           | |
| 1881                                     | 1902                     | Alexis Coudrin             |           | |
| 1902                                     | 1912                     | Théophile Huvelin          |           | |
| 1912                                     | 1943                     | Félix Stéphant             |           | Docteur en médecine |
| 1943                                     | février 1949 (démission) | Eugène Chaigneau           |           | |
| février 1949                             | mai 1953                 | François de Baudry d'Asson |           | Officier du Mérite agricole |
| mai 1953                                 | mars 1971                | Eugène Chaigneau           |           | Vétérinaire |
| mars 1971                                | juillet 1972 (décès)     | René Migné                 |           | Entrepreneur de travaux publics |
| 1972                                     | mars 1977                | Marcel Moreau              |           | |
| mars 1977                                | juin 1995                | Louis Soulard              |           | Agent des mines d'uranium |
| juin 1995                                | mars 2001                | Jacques Champain           |           | Technicien avicole Président du District de Montaigu (1998 → 2001) Ancien 1er adjoint au maire de Saint-Hilaire-de-Loulay                                    |
| mars 2001                                | mars 2014                | Michel Albert              | DVD       | Professeur retraité, maire honoraire Adjoint au maire (1989 → 2001) Vice-président de la CC Terres-de-Montaigu Réélu en 2008,                                |
| mars 2014                                | en cours                 | Anthony Bonnet             | DVD       | Employé de laiterie 13e vice-président de Terres-de-Montaigu (2017 → 2020) 11e vice-président de Terres-de-Montaigu (2020 → ) Réélu pour le mandat 2020-2026 |
| Les données manquantes sont à compléter. |                          |                            |           | |

## Population et société

### Démographie

#### Évolution démographique
L'évolution du nombre d'habitants est connue à travers les recensements de la population effectués dans la commune depuis 1800. Pour les communes de moins de 10 000 habitants, une enquête de recensement portant sur toute la population est réalisée tous les cinq ans, les populations de référence des années intermédiaires étant quant à elles estimées par interpolation ou extrapolation. Pour la commune, le premier recensement exhaustif entrant dans le cadre du nouveau dispositif a été réalisé en 2007.

En 2022, la commune comptait 2 295 habitants, en évolution de +1,5 % par rapport à 2016 (Vendée : +5,33 %, France hors Mayotte : +2,11 %).
| 1800 | 1806 | 1821  | 1831  | 1836  | 1841  | 1846  | 1851  | 1856  |
| ---- | ---- | ----- | ----- | ----- | ----- | ----- | ----- | ----- |
| 360  | 847  | 1 055 | 1 109 | 1 127 | 1 133 | 1 221 | 1 276 | 1 324 |

| 1861  | 1866  | 1872  | 1876  | 1881  | 1886  | 1891  | 1896  | 1901  |
| ----- | ----- | ----- | ----- | ----- | ----- | ----- | ----- | ----- |
| 1 398 | 1 496 | 1 507 | 1 606 | 1 533 | 1 607 | 1 567 | 1 531 | 1 561 |

| 1906  | 1911  | 1921  | 1926  | 1931  | 1936  | 1946  | 1954  | 1962  |
| ----- | ----- | ----- | ----- | ----- | ----- | ----- | ----- | ----- |
| 1 583 | 1 515 | 1 404 | 1 381 | 1 388 | 1 390 | 1 344 | 1 334 | 1 453 |

| 1968  | 1975  | 1982  | 1990  | 1999  | 2006  | 2007  | 2012  | 2017  |
| ----- | ----- | ----- | ----- | ----- | ----- | ----- | ----- | ----- |
| 1 383 | 1 430 | 1 500 | 1 584 | 1 568 | 1 908 | 1 957 | 2 200 | 2 251 |

| 2022  | - | - | - | - | - | - | - | - |
| ----- | - | - | - | - | - | - | - | - |
| 2 295 | - | - | - | - | - | - | - | - |

#### Pyramide des âges
En 2018, le taux de personnes d'un âge inférieur à 30 ans s'élève à 36,6 %, soit au-dessus de la moyenne départementale (31,6 %). À l'inverse, le taux de personnes d'âge supérieur à 60 ans est de 20,7 % la même année, alors qu'il est de 31,0 % au niveau départemental.
En 2018, la commune comptait 1 153 hommes pour 1 105 femmes, soit un taux de 51,06 % d'hommes, largement supérieur au taux départemental (48,84 %).
Les pyramides des âges de la commune et du département s'établissent comme suit.
| Hommes | Classe d’âge | Femmes |
| ------ | ------------ | ------ |
| 0,2    | 90 ou +      | 0,7    |
| 5,6    | 75-89 ans    | 7,3    |
| 13,4   | 60-74 ans    | 14,2   |
| 20,2   | 45-59 ans    | 18,8   |
| 23,1   | 30-44 ans    | 23,3   |
| 14,7   | 15-29 ans    | 14,1   |
| 22,8   | 0-14 ans     | 21,6   |

| Hommes | Classe d’âge | Femmes |
| ------ | ------------ | ------ |
| 0,8    | 90 ou +      | 2,2    |
| 8,7    | 75-89 ans    | 11,1   |
| 20,3   | 60-74 ans    | 21,3   |
| 20     | 45-59 ans    | 19,4   |
| 17,5   | 30-44 ans    | 16,8   |
| 15     | 15-29 ans    | 13,2   |
| 17,7   | 0-14 ans     | 16,1   |

### Enseignement
La commune dispose d'une école primaire, l'école Notre-Dame-des-Buis, établissement d'enseignement privé, relevant de l’Enseignement catholique de la Vendée, accueillant plus de 250 élèves. Elle est issue de la fusion en 2016 du site des Acacias (maternelle et Cours préparatoire) et du site des Tilleuls (CE1, CE2, CM1, CM2), eux-mêmes regroupements mixtes en 1991 d'une « école des gars » et d'une « école des filles ».
Pour l'enseignement secondaire, les familles envoient généralement leurs enfants dans les établissements de Montaigu : le collège Jules-Ferry (public) ou le collège Villebois-Mareuil (privé), puis le lycée Léonard-de-Vinci (public) ou le lycée Jeanne-d'Arc (privé).
La commune de la Boissière-de-Montaigu relève de la direction des services départementaux de l’Éducation nationale (ancienne inspection académique) de la Vendée, dans l'académie de Nantes.

### Cultes
Le catholicisme est la religion traditionnellement pratiquée dans la commune de la Boissière-de-Montaigu. La commune relève actuellement de la paroisse de Saint-Martin-de-Montaigu, fondée le 1er septembre 1997 et qui regroupe aussi les communes de Montaigu, Boufféré, La Guyonnière, Saint-Georges-de-Montaigu et Saint-Hilaire-de-Loulay. Cette paroisse relève du doyenné de Montaigu, et donc du diocèse de Luçon. Le lieu de culte principal est l'église paroissiale située dans le bourg, placée sous le patronage de Notre-Dame-de-l'Assomption.
Précédemment, la commune de la Boissière-de-Montaigu était une paroisse à part entière. À l'origine, paroisse du diocèse de Poitiers, lorsqu'en furent séparés l'évêché et le diocèse de Luçon, en 1317, c'est à ce dernier et au doyenné de Montaigu que fut rattachée la paroisse de la Boissière-de-Montaigu.

## Lieux et monuments
- Château d'Asson : XVe siècle et XVIIIe siècle. En partie brûlé pendant la guerre de Vendée.
- Église Notre-Dame-de-l'Assomption de 1875.